# Філолай
Філолай (грец. Φιλόλαος) — давньогрецький філософ, досократик. Учень Піфагора, сучасник Сократа і Демокріта.

## Життєпис
Батьківщиною Філолая було місто Тарент в Південній Італії (за Діогеном Лаертським — Кротон). Коли демократична партія в Метапонті повстала проти піфагорійців, причому будинок, в якому вони збиралися, був спалений, Філолай втік до Луканії. Пізніше, рятуючись від переслідувань, він переселився до Фів, де жив ще незадовго до смерті Сократа. Повернувшись в Кротон, він досяг високого становища, але був убитий демократами, які підозрювали його в прагненні до тиранії.
Безпосередніми учнями Філолая були Ксенофіл Халкідський, Фантон, Ехекраз, Діокл і Полімнест (останні чотири — уродженці Фліунта).
Філолай перший записав і видав вчення Піфагора про природу. На прохання Платона (ймовірно) цей твір було куплено для нього Діоном в Сицилії: від Платона воно перейшло до Спевзіппа, а від останнього до Аристотеля. Видання складалося з трьох книг, з яких у першій містилося вчення про світ (гармонії і космології), у другій — про природу (про кількість і про його значення в світоутворенні), в третій — про душу і душопереселення.
До нашого часу дійшли під ім'ям Філолая значні уривки доричною говіркою, що є, поряд з критикою Аристотеля, головними джерелами для вивчення піфагореїзму. Щодо їх автентичності в науковій літературі лишаються суперечки. Бек у своєму дослідженні вважає їх справжніми; Целлер за небагатьма винятками, також визнає їх справжність. Розі) зовсім відкидає значення цих уривків; Шааршмідт вважає їх недійсності і твір, від якого вони вціліли, відносить до першого або другого століття до н. е.